# Ekpurosis
L’ekpurosis (du grec ancien, ἐκπύρωσις, ekpurōsis, conflagration, dérivé du mot πῦρ, feu, lumière) est un concept stoïcien selon lequel le cosmos est détruit cycliquement par une conflagration universelle, à chaque Grande Année. Le cosmos est ensuite recréé pour être à nouveau détruit à la fin du nouveau cycle.
Si la notion d’ekpurosis est spécifique à la pensée stoïcienne, l’idée d’une destruction périodique du monde est commune à de nombreuses philosophies et de nombreuses civilisations. On la retrouve notamment dans le Timée de Platon.

## Occurrences
Dans un passage célèbre des Questions naturelles, Sénèque rapporte les considérations de Bérose à propos de cette conflagration universelle :
« Bérose, le traducteur de Bélus, attribue aux planètes la cause de ces bouleversements. Sa certitude à cet égard va jusqu'à fixer la date de la Conflagration et du Déluge universels. Tout ce qui est terreux, dit-il, sera embrasé lorsque les astres qui suivent maintenant des orbites différentes se réuniront tous dans le signe du Cancer et se rangeront en file, de manière qu'une ligne droite puisse passer par les centres de toutes ces sphères. Le Déluge aura lieu quand ces mêmes planètes viendront prendre place dans le Capricorne. Le solstice d'été est amené par la première de ces deux constellations, celui d'hiver par la seconde ».
On retrouve également ce terme chez Censorin, discutant de la longueur de la Grande Année :
« Il y a encore l'année nommée par Aristote suprême, plutôt que grande, et que forment les révolutions du soleil, de la lune et des cinq étoiles errantes, lorsque tous ces astres sont revenus au point d'où ils étaient partis. Cette année a un grand hiver, appelé par les Grecs κατακλυσμὸς (cataclusmos), c'est-à-dire déluge ; puis, un grand été, nommé ἐκπύρωσις (ekpurosis), ou incendie du monde. Le monde, en effet, semble être tour à tour inondé ou embrasé à chacune de ces époques. Cette année, d'après l'opinion d'Aristarque, se compose de 2 484 années solaires. Arétès de Dyrrachium la fait de 5 552 années ; Héraclite et Linus, de 10 800; Dion, de 10 884 ; Orphée, de 120 000 ; Cassandre, de 3 600 000. D'autres enfin ont considéré cette année comme infinie, et ne devant jamais recommencer. »
L’évêque Némésios d'Émèse y fait également référence :
« Les stoïciens prétendent que lorsqu'après une certaine période de temps les planètes reviennent toutes exactement soit en longueur soit en hauteur au même point du ciel où elles étaient au commencement du monde, il en résulte l'embrasement et la destruction de l'univers, et qu'en suite tout recommence de nouveau. Or, comme le cours des astres est exactement le même qu'auparavant, toutes les choses qui ont eu lieu dans la période précédente se passent encore de la même manière. Ainsi, on il y aura de nouveau un Socrate, un Platon, et chacun des hommes avec les mêmes amis et les mêmes concitoyens et ils conseilleront les mêmes choses, s'entretiendront avec les mêmes personnes et traiteront les mêmes questions. Et la Cité tout entière et le bourg et la campagne se renouvelleront pareillement... Il n'y aura rien d'étranger par rapport à ce qui s'était produit auparavant, mais toutes choses seront exactement pareilles, même jusqu'aux détails les plus infimes... Et cette restauration (apocatastase) ne se produira pas une fois, mais plusieurs fois ; ou plutôt toutes choses seront restaurées éternellement ».

## Études
- Dumas-Reungoat, Christine, La Fin du monde. Enquête sur l’origine du mythe, Paris, Belles lettres, 2001.
- Eliade, Mircea, Le Mythe de l'éternel retour. Archétypes et répétition, traduit du roumain par Jean Gouillard et Jacques Soucasse, Paris, Gallimard, « Les Essais », 1949 ; nouvelle édition revue et augmentée, « Idées », 1969.
- Gourinat, Jean-Baptiste, "Éternel retour et temps périodique dans la philosophie stoïcienne", Revue philosophique de la France et de l'étranger, 127 (2002), p. 213-227  (ISSN 0035-3833).
- Long, A., « The Stoics on world-conflagration and everlasting recurrence », dans R. Epp (éd.), Spindel Conference 1984 : Recovering the Stoics = Southern Journal of Philosophy, 23 suppl. (1985).
- Long, A. A., Sedley, D. N., Les philosophes hellénistiques, tome II, section 46, GF Flammarion, 1997.
- Reeve, C. D. C., « Ekpurosis and the Priority of Fire in Heraclitus » in Phronesis Assen, 1982, vol. 27, n. 3, pp. 299-305 (1/2 p.)